# アルシノエ4世

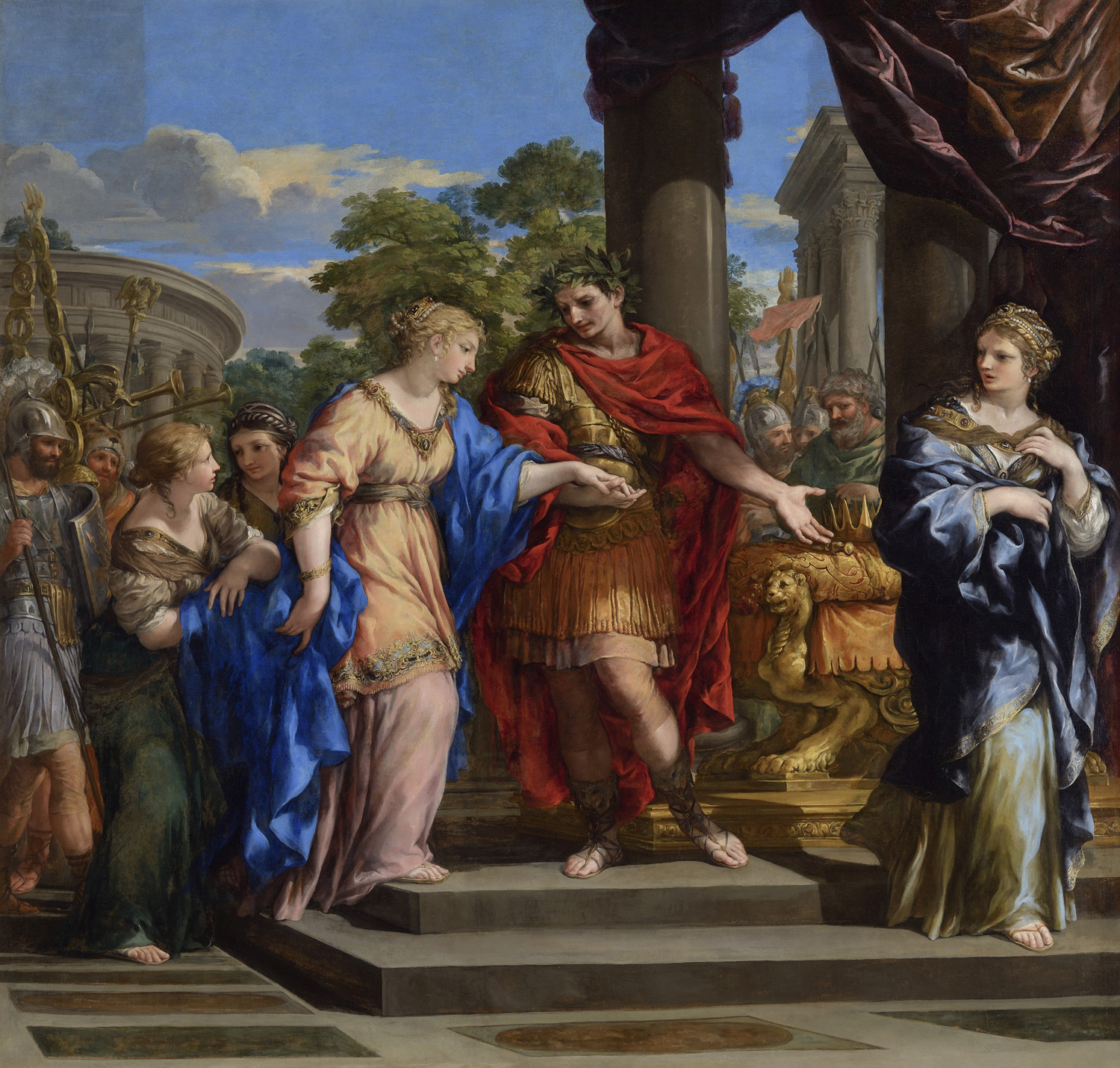
アルシノエ4世（右端）『カエサルがクレオパトラをエジプトの玉座に戻す』

アルシノエ4世（Αρσινόη Δ'、紀元前68年または67年 - 紀元前41年）は、プトレマイオス朝のファラオであったプトレマイオス12世の娘。ベレニケ4世、クレオパトラ7世は姉、プトレマイオス13世、プトレマイオス14世は弟に当る。

## 来歴
プトレマイオス12世の死去後、プトレマイオス13世とクレオパトラは共同統治者となった。ほどなくプトレマイオスはクレオパトラを幽閉して実権を握った。
紀元前48年9月、ガイウス・ユリウス・カエサルがグナエウス・ポンペイウスを追ってエジプトへ来た際にクレオパトラはカエサルと同盟関係を結び、プトレマイオス13世と争う姿勢を見せた。
カエサルは姉弟の共同統治に復するよう裁定したが、プトレマイオス側はこれを不服としてカエサル軍と対立。アルシノエはプトレマイオスに与し、クレオパトラと争った。紀元前47年のナイルの戦いでプトレマイオスは敗死し、アルシノエは捕虜となった。
紀元前46年8月にローマ市で行われたカエサルの凱旋式で、アルシノエは市中を引き回されたが、カエサルの意向により死刑を免れ、クレオパトラの脅威とならないようエフェソスの居宅に幽閉された。
紀元前44年3月のカエサル暗殺を機にマルクス・アントニウスが実権を握ると、クレオパトラの意向を受けたアントニウス派の手によってアルシノエは殺害されたと、フラウィウス・ヨセフスの『ユダヤ古代誌』15巻に記述されている。

## 墓と遺骨復元
トルコのエフェソスにおいて、アルシノエのものと考えられる墓所と遺骨が発見されており、そこで発見された骨や、以前に持ち出された頭蓋骨のデータから、身長約154cm、骨が細いことから細身と推察される体躯、死亡年齢は16歳前後で、ギリシャ系とアフリカ系の混血であった可能性が指摘されている。この遺骨からの死亡年齢16歳は、史書からのアルシノエ死亡推定年齢よりも10歳以上も若い。そのためにまだこの骨がアルシノエと確定した訳ではない。2025年、この骨が若い少年のものであるという研究が発表され、さらに議論は混迷している。